# Pontoppidan
Pontoppidan (latin, ordret "fra den lille bro-by") er en latiniseret form af efternavnet Broby og navnet på en dansk præste- og officersslægt.

## Simplificeret stamtræ
|                                     |                                     |                                     |                                     |                                     |                                     |  |  |                                         |                                         |                                         |                                         |                                         |                                         |                               |                               |                                     |                                     |                                     |                                     |                                          |                                          |                                          |                                          |                                          |                                          |                                |                                |                                                |                                                |                                                |                                                |                                                |                                                |                                |                                |  |  |                                      |                                      |                                      |                                      |                                      |                                      |                                |                                |                                |                                |                                                |                                                |                                                |                                                |                                                |                                                |  |  |  |  |  |  |  |  |  |  |  |  |  |  |  |  |  |  |  |  |  |  |  |  |  |  |  |  |  |  |
|                                     |                                     |                                     |                                     |                                     |                                     |  |  |                                         |                                         |                                         |                                         |                                         |                                         |                               |                               |                                     |                                     |                                     |                                     |                                          |                                          |                                          |                                          |                                          |                                          |                                |                                |                                                |                                                |                                                |                                                | Jesper Lauridsen (c.1500)                      |                                                |                                |                                |  |  |                                      |                                      |                                      |                                      |                                      |                                      |                                |                                |                                |                                |                                                |                                                |                                                |                                                |                                                |                                                |  |  |  |  |  |  |  |  |  |  |  |  |  |  |  |  |  |  |  |  |  |  |  |  |  |  |  |  |  |  |
|                                     |                                     |                                     |                                     |                                     |                                     |  |  |                                         |                                         |                                         |                                         |                                         |                                         |                               |                               |                                     |                                     |                                     |                                     |                                          |                                          |                                          |                                          |                                          |                                          |                                |                                |                                                |                                                |                                                |                                                |                                                |                                                |                                |                                |  |  |                                      |                                      |                                      |                                      |                                      |                                      |                                |                                |                                |                                |                                                |                                                |                                                |                                                |                                                |                                                |  |  |  |  |  |  |  |  |  |  |  |  |  |  |  |  |  |  |  |  |  |  |  |  |  |  |  |  |  |  |
|                                     |                                     |                                     |                                     |                                     |                                     |  |  |                                         |                                         |                                         |                                         |                                         |                                         |                               |                               |                                     |                                     |                                     |                                     |                                          |                                          |                                          |                                          |                                          |                                          |                                |                                |                                                |                                                |                                                |                                                | Laurids Jespersen (1522-1604)                  |                                                |                                |                                |  |  |                                      |                                      |                                      |                                      |                                      |                                      |                                |                                |                                |                                |                                                |                                                |                                                |                                                |                                                |                                                |  |  |  |  |  |  |  |  |  |  |  |  |  |  |  |  |  |  |  |  |  |  |  |  |  |  |  |  |  |  |
|                                     |                                     |                                     |                                     |                                     |                                     |  |  |                                         |                                         |                                         |                                         |                                         |                                         |                               |                               |                                     |                                     |                                     |                                     |                                          |                                          |                                          |                                          |                                          |                                          |                                |                                |                                                |                                                |                                                |                                                |                                                |                                                |                                |                                |  |  |                                      |                                      |                                      |                                      |                                      |                                      |                                |                                |                                |                                |                                                |                                                |                                                |                                                |                                                |                                                |  |  |  |  |  |  |  |  |  |  |  |  |  |  |  |  |  |  |  |  |  |  |  |  |  |  |  |  |  |  |
|                                     |                                     |                                     |                                     |                                     |                                     |  |  |                                         |                                         |                                         |                                         |                                         |                                         |                               |                               |                                     |                                     |                                     |                                     |                                          |                                          |                                          |                                          |                                          |                                          |                                |                                |                                                |                                                |                                                |                                                |                                                |                                                |                                |                                |  |  |                                      |                                      |                                      |                                      |                                      |                                      |                                |                                |                                |                                |                                                |                                                |                                                |                                                |                                                |                                                |  |  |  |  |  |  |  |  |  |  |  |  |  |  |  |  |  |  |  |  |  |  |  |  |  |  |  |  |  |  |
|                                     |                                     |                                     |                                     |                                     |                                     |  |  |                                         |                                         |                                         |                                         |                                         |                                         |                               |                               |                                     |                                     |                                     |                                     | Hans Lauridsen (1560-1619)               | Hans Lauridsen (1560-1619)               | Hans Lauridsen (1560-1619)               | Hans Lauridsen (1560-1619)               | Hans Lauridsen (1560-1619)               | Hans Lauridsen (1560-1619)               |                                |                                |                                                |                                                |                                                |                                                |                                                |                                                |                                |                                |  |  |                                      |                                      |                                      |                                      | Anna Lauridsdatter (1579-1670)       | Anna Lauridsdatter (1579-1670)       | Anna Lauridsdatter (1579-1670) | Anna Lauridsdatter (1579-1670) | Anna Lauridsdatter (1579-1670) | Anna Lauridsdatter (1579-1670) |                                                |                                                |                                                |                                                |                                                |                                                |  |  |  |  |  |  |  |  |  |  |  |  |  |  |  |  |  |  |  |  |  |  |  |  |  |  |  |  |  |  |
|                                     |                                     |                                     |                                     |                                     |                                     |  |  |                                         |                                         |                                         |                                         |                                         |                                         |                               |                               |                                     |                                     |                                     |                                     | Hans Lauridsen (1560-1619)               | Hans Lauridsen (1560-1619)               | Hans Lauridsen (1560-1619)               | Hans Lauridsen (1560-1619)               | Hans Lauridsen (1560-1619)               | Hans Lauridsen (1560-1619)               |                                |                                |                                                |                                                |                                                |                                                |                                                |                                                |                                |                                |  |  |                                      |                                      |                                      |                                      | Anna Lauridsdatter (1579-1670)       | Anna Lauridsdatter (1579-1670)       | Anna Lauridsdatter (1579-1670) | Anna Lauridsdatter (1579-1670) | Anna Lauridsdatter (1579-1670) | Anna Lauridsdatter (1579-1670) |                                                |                                                |                                                |                                                |                                                |                                                |  |  |  |  |  |  |  |  |  |  |  |  |  |  |  |  |  |  |  |  |  |  |  |  |  |  |  |  |  |  |
|                                     |                                     |                                     |                                     |                                     |                                     |  |  |                                         |                                         |                                         |                                         |                                         |                                         |                               |                               |                                     |                                     |                                     |                                     |                                          |                                          |                                          |                                          |                                          |                                          |                                |                                |                                                |                                                |                                                |                                                |                                                |                                                |                                |                                |  |  |                                      |                                      |                                      |                                      |                                      |                                      |                                |                                |                                |                                |                                                |                                                |                                                |                                                |                                                |                                                |  |  |  |  |  |  |  |  |  |  |  |  |  |  |  |  |  |  |  |  |  |  |  |  |  |  |  |  |  |  |
|                                     |                                     |                                     |                                     |                                     |                                     |  |  |                                         |                                         |                                         |                                         |                                         |                                         |                               |                               |                                     |                                     |                                     |                                     | Pernille Hansdatter                      | Pernille Hansdatter                      | Pernille Hansdatter                      | Pernille Hansdatter                      | Pernille Hansdatter                      | Pernille Hansdatter                      |                                |                                |                                                |                                                |                                                |                                                |                                                |                                                |                                |                                |  |  | Hans Eriksen Pontoppidan (1608-1659) | Hans Eriksen Pontoppidan (1608-1659) | Hans Eriksen Pontoppidan (1608-1659) | Hans Eriksen Pontoppidan (1608-1659) | Hans Eriksen Pontoppidan (1608-1659) | Hans Eriksen Pontoppidan (1608-1659) |                                |                                |                                |                                | Erik Eriksen Pontoppidan (1608-1659)           | Erik Eriksen Pontoppidan (1608-1659)           | Erik Eriksen Pontoppidan (1608-1659)           | Erik Eriksen Pontoppidan (1608-1659)           | Erik Eriksen Pontoppidan (1608-1659)           | Erik Eriksen Pontoppidan (1608-1659)           |  |  |  |  |  |  |  |  |  |  |  |  |  |  |  |  |  |  |  |  |  |  |  |  |  |  |  |  |  |  |
|                                     |                                     |                                     |                                     |                                     |                                     |  |  |                                         |                                         |                                         |                                         |                                         |                                         |                               |                               |                                     |                                     |                                     |                                     | Pernille Hansdatter                      | Pernille Hansdatter                      | Pernille Hansdatter                      | Pernille Hansdatter                      | Pernille Hansdatter                      | Pernille Hansdatter                      |                                |                                |                                                |                                                |                                                |                                                |                                                |                                                |                                |                                |  |  | Hans Eriksen Pontoppidan (1608-1659) | Hans Eriksen Pontoppidan (1608-1659) | Hans Eriksen Pontoppidan (1608-1659) | Hans Eriksen Pontoppidan (1608-1659) | Hans Eriksen Pontoppidan (1608-1659) | Hans Eriksen Pontoppidan (1608-1659) |                                |                                |                                |                                | Erik Eriksen Pontoppidan (1608-1659)           | Erik Eriksen Pontoppidan (1608-1659)           | Erik Eriksen Pontoppidan (1608-1659)           | Erik Eriksen Pontoppidan (1608-1659)           | Erik Eriksen Pontoppidan (1608-1659)           | Erik Eriksen Pontoppidan (1608-1659)           |  |  |  |  |  |  |  |  |  |  |  |  |  |  |  |  |  |  |  |  |  |  |  |  |  |  |  |  |  |  |
|                                     |                                     |                                     |                                     |                                     |                                     |  |  |                                         |                                         |                                         |                                         |                                         |                                         |                               |                               |                                     |                                     |                                     |                                     | Dines Hansen (1633-1709)                 | Dines Hansen (1633-1709)                 | Dines Hansen (1633-1709)                 | Dines Hansen (1633-1709)                 | Dines Hansen (1633-1709)                 | Dines Hansen (1633-1709)                 |                                |                                |                                                |                                                |                                                |                                                |                                                |                                                |                                |                                |  |  | Ludvig Pontoppidan (1648-1706)       | Ludvig Pontoppidan (1648-1706)       | Ludvig Pontoppidan (1648-1706)       | Ludvig Pontoppidan (1648-1706)       | Ludvig Pontoppidan (1648-1706)       | Ludvig Pontoppidan (1648-1706)       |                                |                                |                                |                                | Valentin Erik Pontoppidan, adlet Lillienkrantz | Valentin Erik Pontoppidan, adlet Lillienkrantz | Valentin Erik Pontoppidan, adlet Lillienkrantz | Valentin Erik Pontoppidan, adlet Lillienkrantz | Valentin Erik Pontoppidan, adlet Lillienkrantz | Valentin Erik Pontoppidan, adlet Lillienkrantz |  |  |  |  |  |  |  |  |  |  |  |  |  |  |  |  |  |  |  |  |  |  |  |  |  |  |  |  |  |  |
|                                     |                                     |                                     |                                     |                                     |                                     |  |  |                                         |                                         |                                         |                                         |                                         |                                         |                               |                               |                                     |                                     |                                     |                                     | Dines Hansen (1633-1709)                 | Dines Hansen (1633-1709)                 | Dines Hansen (1633-1709)                 | Dines Hansen (1633-1709)                 | Dines Hansen (1633-1709)                 | Dines Hansen (1633-1709)                 |                                |                                |                                                |                                                |                                                |                                                |                                                |                                                |                                |                                |  |  | Ludvig Pontoppidan (1648-1706)       | Ludvig Pontoppidan (1648-1706)       | Ludvig Pontoppidan (1648-1706)       | Ludvig Pontoppidan (1648-1706)       | Ludvig Pontoppidan (1648-1706)       | Ludvig Pontoppidan (1648-1706)       |                                |                                |                                |                                | Valentin Erik Pontoppidan, adlet Lillienkrantz | Valentin Erik Pontoppidan, adlet Lillienkrantz | Valentin Erik Pontoppidan, adlet Lillienkrantz | Valentin Erik Pontoppidan, adlet Lillienkrantz | Valentin Erik Pontoppidan, adlet Lillienkrantz | Valentin Erik Pontoppidan, adlet Lillienkrantz |  |  |  |  |  |  |  |  |  |  |  |  |  |  |  |  |  |  |  |  |  |  |  |  |  |  |  |  |  |  |
|                                     |                                     |                                     |                                     |                                     |                                     |  |  |                                         |                                         |                                         |                                         |                                         |                                         |                               |                               |                                     |                                     |                                     |                                     |                                          |                                          |                                          |                                          |                                          |                                          |                                |                                |                                                |                                                |                                                |                                                |                                                |                                                |                                |                                |  |  |                                      |                                      |                                      |                                      |                                      |                                      |                                |                                |                                |                                |                                                |                                                |                                                |                                                |                                                |                                                |  |  |  |  |  |  |  |  |  |  |  |  |  |  |  |  |  |  |  |  |  |  |  |  |  |  |  |  |  |  |
|                                     |                                     |                                     |                                     |                                     |                                     |  |  |                                         |                                         |                                         |                                         |                                         |                                         |                               |                               |                                     |                                     |                                     |                                     | Børge Dinesen Pontoppidan (1683-1758)    | Børge Dinesen Pontoppidan (1683-1758)    | Børge Dinesen Pontoppidan (1683-1758)    | Børge Dinesen Pontoppidan (1683-1758)    | Børge Dinesen Pontoppidan (1683-1758)    | Børge Dinesen Pontoppidan (1683-1758)    |                                |                                |                                                |                                                | Henrik Pontoppidan (1679-1760)                 | Henrik Pontoppidan (1679-1760)                 | Henrik Pontoppidan (1679-1760)                 | Henrik Pontoppidan (1679-1760)                 | Henrik Pontoppidan (1679-1760) | Henrik Pontoppidan (1679-1760) |  |  | Christian Pontoppidan (1696-1765)    | Christian Pontoppidan (1696-1765)    | Christian Pontoppidan (1696-1765)    | Christian Pontoppidan (1696-1765)    | Christian Pontoppidan (1696-1765)    | Christian Pontoppidan (1696-1765)    |                                |                                | Erik Pontoppidan (1698-1764)   | Erik Pontoppidan (1698-1764)   | Erik Pontoppidan (1698-1764)                   | Erik Pontoppidan (1698-1764)                   | Erik Pontoppidan (1698-1764)                   | Erik Pontoppidan (1698-1764)                   |                                                |                                                |  |  |  |  |  |  |  |  |  |  |  |  |  |  |  |  |  |  |  |  |  |  |  |  |  |  |  |  |  |  |
|                                     |                                     |                                     |                                     |                                     |                                     |  |  |                                         |                                         |                                         |                                         |                                         |                                         |                               |                               |                                     |                                     |                                     |                                     | Børge Dinesen Pontoppidan (1683-1758)    | Børge Dinesen Pontoppidan (1683-1758)    | Børge Dinesen Pontoppidan (1683-1758)    | Børge Dinesen Pontoppidan (1683-1758)    | Børge Dinesen Pontoppidan (1683-1758)    | Børge Dinesen Pontoppidan (1683-1758)    |                                |                                |                                                |                                                | Henrik Pontoppidan (1679-1760)                 | Henrik Pontoppidan (1679-1760)                 | Henrik Pontoppidan (1679-1760)                 | Henrik Pontoppidan (1679-1760)                 | Henrik Pontoppidan (1679-1760) | Henrik Pontoppidan (1679-1760) |  |  | Christian Pontoppidan (1696-1765)    | Christian Pontoppidan (1696-1765)    | Christian Pontoppidan (1696-1765)    | Christian Pontoppidan (1696-1765)    | Christian Pontoppidan (1696-1765)    | Christian Pontoppidan (1696-1765)    |                                |                                | Erik Pontoppidan (1698-1764)   | Erik Pontoppidan (1698-1764)   | Erik Pontoppidan (1698-1764)                   | Erik Pontoppidan (1698-1764)                   | Erik Pontoppidan (1698-1764)                   | Erik Pontoppidan (1698-1764)                   |                                                |                                                |  |  |  |  |  |  |  |  |  |  |  |  |  |  |  |  |  |  |  |  |  |  |  |  |  |  |  |  |  |  |
|                                     |                                     |                                     |                                     |                                     |                                     |  |  |                                         |                                         |                                         |                                         |                                         |                                         |                               |                               |                                     |                                     |                                     |                                     |                                          |                                          |                                          |                                          |                                          |                                          |                                |                                |                                                |                                                |                                                |                                                |                                                |                                                |                                |                                |  |  |                                      |                                      |                                      |                                      |                                      |                                      |                                |                                |                                |                                |                                                |                                                |                                                |                                                |                                                |                                                |  |  |  |  |  |  |  |  |  |  |  |  |  |  |  |  |  |  |  |  |  |  |  |  |  |  |  |  |  |  |
|                                     |                                     |                                     |                                     |                                     |                                     |  |  |                                         |                                         |                                         |                                         |                                         |                                         |                               |                               | Dines Pontoppidan (1733-1791)       | Dines Pontoppidan (1733-1791)       | Dines Pontoppidan (1733-1791)       | Dines Pontoppidan (1733-1791)       | Dines Pontoppidan (1733-1791)            | Dines Pontoppidan (1733-1791)            |                                          |                                          |                                          |                                          |                                |                                | Johan Ludvig Christian Pontoppidan (1735-1799) | Johan Ludvig Christian Pontoppidan (1735-1799) | Johan Ludvig Christian Pontoppidan (1735-1799) | Johan Ludvig Christian Pontoppidan (1735-1799) | Johan Ludvig Christian Pontoppidan (1735-1799) | Johan Ludvig Christian Pontoppidan (1735-1799) |                                |                                |  |  |                                      |                                      |                                      |                                      |                                      |                                      |                                |                                |                                |                                |                                                |                                                |                                                |                                                |                                                |                                                |  |  |  |  |  |  |  |  |  |  |  |  |  |  |  |  |  |  |  |  |  |  |  |  |  |  |  |  |  |  |
|                                     |                                     |                                     |                                     |                                     |                                     |  |  |                                         |                                         |                                         |                                         |                                         |                                         |                               |                               | Dines Pontoppidan (1733-1791)       | Dines Pontoppidan (1733-1791)       | Dines Pontoppidan (1733-1791)       | Dines Pontoppidan (1733-1791)       | Dines Pontoppidan (1733-1791)            | Dines Pontoppidan (1733-1791)            |                                          |                                          |                                          |                                          |                                |                                | Johan Ludvig Christian Pontoppidan (1735-1799) | Johan Ludvig Christian Pontoppidan (1735-1799) | Johan Ludvig Christian Pontoppidan (1735-1799) | Johan Ludvig Christian Pontoppidan (1735-1799) | Johan Ludvig Christian Pontoppidan (1735-1799) | Johan Ludvig Christian Pontoppidan (1735-1799) |                                |                                |  |  |                                      |                                      |                                      |                                      |                                      |                                      |                                |                                |                                |                                |                                                |                                                |                                                |                                                |                                                |                                                |  |  |  |  |  |  |  |  |  |  |  |  |  |  |  |  |  |  |  |  |  |  |  |  |  |  |  |  |  |  |
|                                     |                                     |                                     |                                     |                                     |                                     |  |  |                                         |                                         |                                         |                                         |                                         |                                         |                               |                               |                                     |                                     |                                     |                                     |                                          |                                          |                                          |                                          |                                          |                                          |                                |                                |                                                |                                                |                                                |                                                |                                                |                                                |                                |                                |  |  |                                      |                                      |                                      |                                      |                                      |                                      |                                |                                |                                |                                |                                                |                                                |                                                |                                                |                                                |                                                |  |  |  |  |  |  |  |  |  |  |  |  |  |  |  |  |  |  |  |  |  |  |  |  |  |  |  |  |  |  |
|                                     |                                     |                                     |                                     |                                     |                                     |  |  |                                         |                                         |                                         |                                         | Børge Pontoppidan (1776-1854)           | Børge Pontoppidan (1776-1854)           | Børge Pontoppidan (1776-1854) | Børge Pontoppidan (1776-1854) | Børge Pontoppidan (1776-1854)       | Børge Pontoppidan (1776-1854)       |                                     |                                     | Magdalene Sophie Pontoppidan (1772-1847) | Magdalene Sophie Pontoppidan (1772-1847) | Magdalene Sophie Pontoppidan (1772-1847) | Magdalene Sophie Pontoppidan (1772-1847) | Magdalene Sophie Pontoppidan (1772-1847) | Magdalene Sophie Pontoppidan (1772-1847) |                                |                                | Børge Pontoppidan (1768-1817)                  | Børge Pontoppidan (1768-1817)                  | Børge Pontoppidan (1768-1817)                  | Børge Pontoppidan (1768-1817)                  | Børge Pontoppidan (1768-1817)                  | Børge Pontoppidan (1768-1817)                  |                                |                                |  |  |                                      |                                      |                                      |                                      |                                      |                                      |                                |                                |                                |                                |                                                |                                                |                                                |                                                |                                                |                                                |  |  |  |  |  |  |  |  |  |  |  |  |  |  |  |  |  |  |  |  |  |  |  |  |  |  |  |  |  |  |
|                                     |                                     |                                     |                                     |                                     |                                     |  |  |                                         |                                         |                                         |                                         | Børge Pontoppidan (1776-1854)           | Børge Pontoppidan (1776-1854)           | Børge Pontoppidan (1776-1854) | Børge Pontoppidan (1776-1854) | Børge Pontoppidan (1776-1854)       | Børge Pontoppidan (1776-1854)       |                                     |                                     | Magdalene Sophie Pontoppidan (1772-1847) | Magdalene Sophie Pontoppidan (1772-1847) | Magdalene Sophie Pontoppidan (1772-1847) | Magdalene Sophie Pontoppidan (1772-1847) | Magdalene Sophie Pontoppidan (1772-1847) | Magdalene Sophie Pontoppidan (1772-1847) |                                |                                | Børge Pontoppidan (1768-1817)                  | Børge Pontoppidan (1768-1817)                  | Børge Pontoppidan (1768-1817)                  | Børge Pontoppidan (1768-1817)                  | Børge Pontoppidan (1768-1817)                  | Børge Pontoppidan (1768-1817)                  |                                |                                |  |  |                                      |                                      |                                      |                                      |                                      |                                      |                                |                                |                                |                                |                                                |                                                |                                                |                                                |                                                |                                                |  |  |  |  |  |  |  |  |  |  |  |  |  |  |  |  |  |  |  |  |  |  |  |  |  |  |  |  |  |  |
|                                     |                                     |                                     |                                     |                                     |                                     |  |  |                                         |                                         |                                         |                                         | Dines Pontoppidan (1814-1879)           | Dines Pontoppidan (1814-1879)           | Dines Pontoppidan (1814-1879) | Dines Pontoppidan (1814-1879) | Dines Pontoppidan (1814-1879)       | Dines Pontoppidan (1814-1879)       |                                     |                                     | P. Aagaard (1807-1899)                   | P. Aagaard (1807-1899)                   | P. Aagaard (1807-1899)                   | P. Aagaard (1807-1899)                   | P. Aagaard (1807-1899)                   | P. Aagaard (1807-1899)                   |                                |                                | Hendrik Pontoppidan (1814-1901)                | Hendrik Pontoppidan (1814-1901)                | Hendrik Pontoppidan (1814-1901)                | Hendrik Pontoppidan (1814-1901)                | Hendrik Pontoppidan (1814-1901)                | Hendrik Pontoppidan (1814-1901)                |                                |                                |  |  |                                      |                                      |                                      |                                      |                                      |                                      |                                |                                |                                |                                |                                                |                                                |                                                |                                                |                                                |                                                |  |  |  |  |  |  |  |  |  |  |  |  |  |  |  |  |  |  |  |  |  |  |  |  |  |  |  |  |  |  |
|                                     |                                     |                                     |                                     |                                     |                                     |  |  |                                         |                                         |                                         |                                         | Dines Pontoppidan (1814-1879)           | Dines Pontoppidan (1814-1879)           | Dines Pontoppidan (1814-1879) | Dines Pontoppidan (1814-1879) | Dines Pontoppidan (1814-1879)       | Dines Pontoppidan (1814-1879)       |                                     |                                     | P. Aagaard (1807-1899)                   | P. Aagaard (1807-1899)                   | P. Aagaard (1807-1899)                   | P. Aagaard (1807-1899)                   | P. Aagaard (1807-1899)                   | P. Aagaard (1807-1899)                   |                                |                                | Hendrik Pontoppidan (1814-1901)                | Hendrik Pontoppidan (1814-1901)                | Hendrik Pontoppidan (1814-1901)                | Hendrik Pontoppidan (1814-1901)                | Hendrik Pontoppidan (1814-1901)                | Hendrik Pontoppidan (1814-1901)                |                                |                                |  |  |                                      |                                      |                                      |                                      |                                      |                                      |                                |                                |                                |                                |                                                |                                                |                                                |                                                |                                                |                                                |  |  |  |  |  |  |  |  |  |  |  |  |  |  |  |  |  |  |  |  |  |  |  |  |  |  |  |  |  |  |
|                                     |                                     |                                     |                                     |                                     |                                     |  |  |                                         |                                         |                                         |                                         |                                         |                                         |                               |                               |                                     |                                     |                                     |                                     |                                          |                                          |                                          |                                          |                                          |                                          |                                |                                |                                                |                                                |                                                |                                                |                                                |                                                |                                |                                |  |  |                                      |                                      |                                      |                                      |                                      |                                      |                                |                                |                                |                                |                                                |                                                |                                                |                                                |                                                |                                                |  |  |  |  |  |  |  |  |  |  |  |  |  |  |  |  |  |  |  |  |  |  |  |  |  |  |  |  |  |  |
| Erik Jansen Pontoppidan (1847-1919) | Erik Jansen Pontoppidan (1847-1919) | Erik Jansen Pontoppidan (1847-1919) | Erik Jansen Pontoppidan (1847-1919) | Erik Jansen Pontoppidan (1847-1919) | Erik Jansen Pontoppidan (1847-1919) |  |  | Morten Oxenbøll Pontoppidan (1851-1931) | Morten Oxenbøll Pontoppidan (1851-1931) | Morten Oxenbøll Pontoppidan (1851-1931) | Morten Oxenbøll Pontoppidan (1851-1931) | Morten Oxenbøll Pontoppidan (1851-1931) | Morten Oxenbøll Pontoppidan (1851-1931) |                               |                               | Knud Børge Pontoppidan (1853-1916)  | Knud Børge Pontoppidan (1853-1916)  | Knud Børge Pontoppidan (1853-1916)  | Knud Børge Pontoppidan (1853-1916)  | Knud Børge Pontoppidan (1853-1916)       | Knud Børge Pontoppidan (1853-1916)       |                                          |                                          | Henrik Pontoppidan (1857-1943)           | Henrik Pontoppidan (1857-1943)           | Henrik Pontoppidan (1857-1943) | Henrik Pontoppidan (1857-1943) | Henrik Pontoppidan (1857-1943)                 | Henrik Pontoppidan (1857-1943)                 |                                                |                                                |                                                |                                                |                                |                                |  |  |                                      |                                      |                                      |                                      |                                      |                                      |                                |                                |                                |                                |                                                |                                                |                                                |                                                |                                                |                                                |  |  |  |  |  |  |  |  |  |  |  |  |  |  |  |  |  |  |  |  |  |  |  |  |  |  |  |  |  |  |
| Erik Jansen Pontoppidan (1847-1919) | Erik Jansen Pontoppidan (1847-1919) | Erik Jansen Pontoppidan (1847-1919) | Erik Jansen Pontoppidan (1847-1919) | Erik Jansen Pontoppidan (1847-1919) | Erik Jansen Pontoppidan (1847-1919) |  |  | Morten Oxenbøll Pontoppidan (1851-1931) | Morten Oxenbøll Pontoppidan (1851-1931) | Morten Oxenbøll Pontoppidan (1851-1931) | Morten Oxenbøll Pontoppidan (1851-1931) | Morten Oxenbøll Pontoppidan (1851-1931) | Morten Oxenbøll Pontoppidan (1851-1931) |                               |                               | Knud Børge Pontoppidan (1853-1916)  | Knud Børge Pontoppidan (1853-1916)  | Knud Børge Pontoppidan (1853-1916)  | Knud Børge Pontoppidan (1853-1916)  | Knud Børge Pontoppidan (1853-1916)       | Knud Børge Pontoppidan (1853-1916)       |                                          |                                          | Henrik Pontoppidan (1857-1943)           | Henrik Pontoppidan (1857-1943)           | Henrik Pontoppidan (1857-1943) | Henrik Pontoppidan (1857-1943) | Henrik Pontoppidan (1857-1943)                 | Henrik Pontoppidan (1857-1943)                 |                                                |                                                |                                                |                                                |                                |                                |  |  |                                      |                                      |                                      |                                      |                                      |                                      |                                |                                |                                |                                |                                                |                                                |                                                |                                                |                                                |                                                |  |  |  |  |  |  |  |  |  |  |  |  |  |  |  |  |  |  |  |  |  |  |  |  |  |  |  |  |  |  |
| Eiler Pontoppidan (1894-1945)       |                                     |                                     |                                     |                                     |                                     |  |  |                                         |                                         |                                         |                                         |                                         |                                         |                               |                               |                                     |                                     |                                     |                                     |                                          |                                          |                                          |                                          |                                          |                                          |                                |                                |                                                |                                                |                                                |                                                |                                                |                                                |                                |                                |  |  |                                      |                                      |                                      |                                      |                                      |                                      |                                |                                |                                |                                |                                                |                                                |                                                |                                                |                                                |                                                |  |  |  |  |  |  |  |  |  |  |  |  |  |  |  |  |  |  |  |  |  |  |  |  |  |  |  |  |  |  |
|                                     |                                     |                                     |                                     |                                     |                                     |  |  | Povl Vilhelm Pontoppidan (1889-1953)    | Povl Vilhelm Pontoppidan (1889-1953)    | Povl Vilhelm Pontoppidan (1889-1953)    | Povl Vilhelm Pontoppidan (1889-1953)    | Povl Vilhelm Pontoppidan (1889-1953)    | Povl Vilhelm Pontoppidan (1889-1953)    |                               |                               | Clara Wieth Pontoppidan (1883-1975) | Clara Wieth Pontoppidan (1883-1975) | Clara Wieth Pontoppidan (1883-1975) | Clara Wieth Pontoppidan (1883-1975) | Clara Wieth Pontoppidan (1883-1975)      | Clara Wieth Pontoppidan (1883-1975)      |                                          |                                          |                                          |                                          |                                |                                |                                                |                                                |                                                |                                                |                                                |                                                |                                |                                |  |  |                                      |                                      |                                      |                                      |                                      |                                      |                                |                                |                                |                                |                                                |                                                |                                                |                                                |                                                |                                                |  |  |  |  |  |  |  |  |  |  |  |  |  |  |  |  |  |  |  |  |  |  |  |  |  |  |  |  |  |  |
|                                     |                                     |                                     |                                     |                                     |                                     |  |  | Povl Vilhelm Pontoppidan (1889-1953)    | Povl Vilhelm Pontoppidan (1889-1953)    | Povl Vilhelm Pontoppidan (1889-1953)    | Povl Vilhelm Pontoppidan (1889-1953)    | Povl Vilhelm Pontoppidan (1889-1953)    | Povl Vilhelm Pontoppidan (1889-1953)    |                               |                               | Clara Wieth Pontoppidan (1883-1975) | Clara Wieth Pontoppidan (1883-1975) | Clara Wieth Pontoppidan (1883-1975) | Clara Wieth Pontoppidan (1883-1975) | Clara Wieth Pontoppidan (1883-1975)      | Clara Wieth Pontoppidan (1883-1975)      |                                          |                                          |                                          |                                          |                                |                                |                                                |                                                |                                                |                                                |                                                |                                                |                                |                                |  |  |                                      |                                      |                                      |                                      |                                      |                                      |                                |                                |                                |                                |                                                |                                                |                                                |                                                |                                                |                                                |  |  |  |  |  |  |  |  |  |  |  |  |  |  |  |  |  |  |  |  |  |  |  |  |  |  |  |  |  |  |

NOTER
1. ↑  bonde i Aaby på Fyn
2. ↑  præst i Espe og Vantinge
3. ↑  præst i Kirkeby og lunde
4. ↑  præst i vejle
5. ↑  præst i Sdr. Broby
6. ↑  dansk resident i Venedig
7. ↑  præst i Torkilstrup og Lillebrænde
8. ↑  provst i Fredericia
9. ↑  præst i Hansted og Lundum
10. ↑  stiftsprovst i Aalborg
11. ↑  præst i Damsholte
12. ↑  sognepræst i Ræhr
13. ↑  Skibspræst paa Fregatten Bellona, senere Sognepræst i
Ribe, Fredericia og Randers

## Nulevende personer med efternavnet Pontoppidan
- Hans Henrik Pontoppidan (f.1960) - tipoldebarn af Hendrik Pontoppidan
- David Pontoppidan (f.1985)
- Julie Pontoppidan (f.1996)

## Øvrige medlemmer
- Jens Kraft Peter Ludvig Pontoppidan (1841-1938), Oberst, Kammerherre, Bataljonschef for Den Kongelige Livgarde, Chef for 6. Regiment i Odense, bror til Henrik Pontoppidan og Knud Pontoppidan, far til Rasmus Oluf Pontoppidan og Svend Erik Pontoppidan.
- Rasmus Oluf Pontoppidan (1874-1950), Oberst, Kammerherre, Regimentschef for Garderhusarregimentet, far til Svend Erik Pontoppidan
- Svend Harald Pontoppidan (1877-1968, Oberstløjtnant (Fodfolket), Kammerherre
- Børge Dines Pontoppidan, Ritmester i Gardehusarregimentet, Kammerjunker
- Axel Erik Pontoppidan, Kaptajn i Den Kongelige Livgarde og Oberstløjtnant af Reserven, Kammerjunker, Hærarkivar, (R*) (D.M.) (B.L.5.) (Fi.H.R.3l) (F.S.S.4.) (R.Stan.3.) (S.Sv.32) (N.St.O.32) (M.Gr.4.) (F.B.4.) (Gr.Fr.5.) (N.O.N.4.) (S.H.E.4.).
- Ove Odin Pontoppidan, (1887-1916), Premierløjtnant i Rytteriet hos 3. Dragonregiment, Adjudant for Rytteriets Generalmajor H. Castenschiold
- Svend Erik Pontoppidan (1900-1987), Viceadmiral, Chef for Søværnet, Storkors af Dannebrog, Assistant Chief of Staff HQ Allied Forces Northern Europe

## Eksterne Henvisninger
Pontoppidan, E.P. (1905). Slægten Pontoppidan : samt nogle Tillæg angaaende Slægterne Aagaard, Hofman Bang og Møller. Slægtsforskernes Bibliotek: Chr. Pontoppidans Bogtrykkeri. Hentet 2020-08-11.